# Zosterop de Swinhoe
El zosterop de Swinhoe (Zosterops simplex) és un ocell de la família dels zosteròpids (Zosteropidae).

## Hàbitat i distribució
Habita boscos, terres de conreu i matolls de les terres baixes de la Xina  oriental, Taiwan, Indoxina, Sumatra i Borneo.

## Taxonomia
Considerada part de Zosterops japonicus a diverses classificacions, el Congrés Ornitològic Internacional versió 11.1, 2021, els separa en dues espècies diferents, arran els treballs de Lim et al. 2018.

La població de l'illa d'Enggano és considerada una espècie diferent pel Handbook of the Birds of the World:
- Zosterops salvadorii - zosterop d'Enggano.[3]